# Venda Nova e Pondras
Venda Nova e Pondras (llamada oficialmente União das Freguesias de Venda Nova e Pondras) es una freguesia portuguesa del municipio de Montalegre, distrito de Vila Real.

## Historia
Fue creada el 28 de enero de 2013 en aplicación de una resolución de la Asamblea de la República de Portugal promulgada el 16 de enero de 2013 con la unión de las freguesias de Pondras y Venda Nova, pasando su sede a estar situada en la antigua freguesia de Venda Nova.

## Demografía
| Gráfica de evolución demográfica de Venda Nova e Pondras entre 2011 y 2021 |
|                                                                            |
| Datos según el nomenclátor publicado por el INE portugués.                 |